# قائمة قديسين أقباط
قائمة قديسين أقباط شهد مؤرخو الكنيسة الأوائل وكتابها وآباؤها عن العديد من شهداء الأقباط. كتب العلامة ترتليان، المحامي بشمال أفريقيا من القرن الثالث، «إذا وضع شهداء العالم كله في كفة ميزان وشهداء مصر من الكفة الاخري، فإن الميزان سوف يميل لصالح الأقباط». على الرغم من فترات الاستشهاد والاضطهاد، استمر عدد المؤمنين في النمو وألهمت حياة الشهداء الكثيرين للإيمان المسيحي.
فيما يلي قائمة بالقديسين الذين كرمتهم الكنيسة القبطية الأرثوذكسية بالإسكندرية. غالبية القديسين من مصر ة البعض الآخر معترف بهم في كل العالم المسيحي.

## قائمة أبجدية للقديسين المسيحيين في الكنيسة القبطية الأرثوذكسية بالإسكندرية

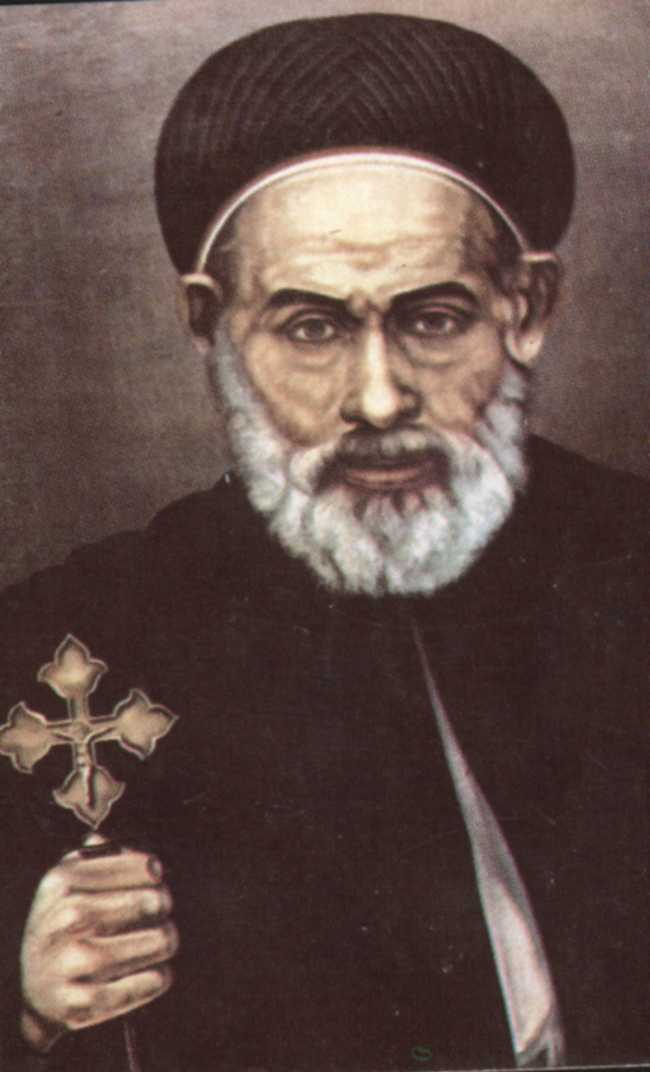
القديس أبرام

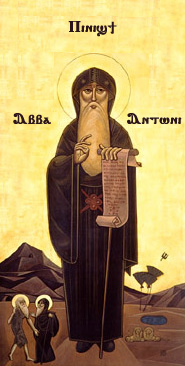
القديس انطونيوس الكبير

القديس أثناسيوس الرسولي

### حرف الالف
- أباديو، أسقف وشهيد أنصنا
- أباكير، يوحنا، الثلاثة عذارى وأمهم الشهداء من الإسكندرية[1]
- أباكراجون الشهيد[2]
- أبامون الترنوطي الشهيد [3]
- أبامون الطوخي الشهيد[4]
- أبانوب الطفل الشهيد
- أباسخيرون القليني الجندي الشهيد
- عبد المسيح الحبشي، راهب إثيوبي من دير البراموس[5]
- عبد المسيح المناهري، راهب من دير الانبا مقار من القرن العشرين[6]
- أبيب وأبولو، رهبان من القرن الرابع من أخميم[7]
- أبرام رئيس دير المحرق وأسقف الفيوم والجيزة اشتهر بإخلاصه للفقراء
- أبرام الأنبا صموئيل رئيس دير مار توما الأنشوري
- أبرام وجرجس، رهبان من دير الانبا مقاردير الانبا مقار في القرن السابع
- إبراهيم، راهب من القرن الرابع منوف
- إبراهيم، راهب الاسقيط من القرن الرابع
- إبراهيم، رئيس دير القديس فيبامون من القرن السادس، والمطران الرابع عشر لارمنت
- أبراهيم من فرشوت، رئيس دير من القرن السادس
- إبراهيم الفقير البسيط الراهب
- ابراهيم النبي
- أبراتاكوس (عيده في 16 أبريل) [8]
- أكاكيوس أسقف اورشليم[9]
- أكاكيوس بطريرك القسطنطينية[10]
- أرشيلاوس، راهب من القرن الرابع إلى الخامس
- إسكولابيوس وديوسقوروس، شهداء القرن الرابع وشهداء أخميم
- اغابوس واحد من السبعين تلميذا
- أغاثون، بطرس، يوحنا، آمون، أمونا وامهم رفقة شهداء القرن الرابع من قوص
- أغاثون، أمضى عشر سنوات في الاسقيط وخمسين عامًا في العزلة على عمود
- ألكسندروس، أسقف اورشليم
- أمبروسيوس، اللاهوتي والمعترف
- أمونيوس الشهيد أسقف إسنا[11]
- أمونيوس مؤسس دير الشهداء
- أمونيوس الكيليا، تلميذ القديس بامبو الاسقيطي
- عاموس، أحد الأنبياء الصغار الإثني عشر
- آمون، السائح والأسقف من الاسقيط[12]
- آنا سيمون (أنسيمون)، ملكة المراسي
- أناستاسيا، الشهيدة
- أناستاسيا باتريكيا[13]
- أندراوس الرسول وشقيق القديس بطرس
- أندريانوس الشهيد
- أنطونيوس الكبير، أبو الرهبنة
- أباكير
- أبولونيا، الشهيدة العذراء
- أبولو من باويط، من مواليد أخميم، مؤسس دير القديس أبولو في باويط.
- أبلوس[14]
- أبراكسيوس، من مواليد صعيد مصر، ترهب في العشرين من عمره وعاش حتى السبعين
- أرشيليديس
- آري، كاهن شطنوف
- أريانوس والي أنصنا الذي تاب بعد استشهاد العديد من المسيحيين [15]
- أرسطوس، أحد الرسل السبعون[16]
- أرسينيوس، عبد القديس سوسنيوس
- أرسانيوس، معلم أركاديوس وهونوريوس، أبناء الإمبراطور ثيودوسيوس الكبير[17]
- أثناسيوس، مطران بني سويف والبحناسة
- أثناسيوس وشقيقته إيريني الشهداء
- أثيناغوراس، الأثيني، المدافع، والفيلسوف
- أوجين، والد الرهبنة في بلاد ما بين النهرين[18]
- الياس ورفقاؤة الاربعة شهداء
- ارميا النبي
- إيليا النبي
- إليشع النبي
- اشعياء النبي
- إليسا، السائح
- أليصابات، والدة يوحنا المعمدان
- أبيفانيوس البلسيوم، شهيد
- أبيفانيوس السلاميسي، أسقف قبرص، أمضى معظم حياته الرهبانية في مصر
- أرستوبولوس الرسول[19]
- استير ملكة بلاد فارس
- أستير ألاخميمية الشهيدة
- إبراهيم السائح
- إبراهيم الجوهري، رئيس الوزراء الرسمي لمصر، بنى العديد من الكنائس
- اغناطيوس بطريرك انطاكية الشهيد
- إيريني، ابنة ملك وثني
- إيريني، دير مار مرقوريوس في القاهرة القديمة
- اسحق حورين
- إسحاق نينوى (أي إسحاق السرياني)
- إسحق السيتسي، تلميذ القديس أبولو
- اسحق تيفري
- اسحق الناسك
- اسحق كاهن القلالي
- ايسيذوروس صديق الشهيد سينا الجندي
- ايسيذوروس الاسقيطي (توفي حوالي 390) كاهن مصري ونسك الصحراء
- ايسيذوروس، زاهد وباحث، له صلة قرابة من ثيوفيلوس بابا الإسكندرية وكيرلس الإسكندري، واب اعتراف موسى الأسود[20]
- أوجينيوس ويوجاندر وأبييلانديوس
- أولاغي، السائح
- أنسيمس، تلميذ القديس بولس
- أنسيفورس، أحد السبعين رسولاً[21]
- أنسيفورس، السائح، أحد آباء الصحراء (ويسمى أيضًا، أنبا نوفير)[22]
- أوتيمس، الكاهن
- ايلاريا، ابنة الإمبراطور زينون، عاشت متنكرة في زي راهب[23]
- افتيخس، تلميذ القديس يوحنا الإنجيلي[24]
- أسطفانوس من برية الفيوم
- أسطفانوس، رئيس الشمامسة، الشهيد الأول
- أسطفانوس القس ونكيتا الشهيد
- إبراهيم، بابا الإسكندرية الثاني والستين
- أثناسيوس الأول الرسولي بابا الإسكندرية العشرين
- أثناسيوس الثاني بابا الإسكندرية الثامن والعشرون
- أثناسيوس الثالث بابا الإسكندرية السادس والسبعون
- إسحاق، بابا الإسكندرية الحادي والأربعون
- ألكسندروس الأول بابا الإسكندرية التاسع عشر
- ألكسندروس الثاني بابا الإسكندرية الثالث والأربعون
- أرشيلاوس، بابا الإسكندرية الثامن عشر
- أغاثون بابا الإسكندرية التاسع والثلاثون
- أغربينوس، بابا الإسكندرية العاشر
- أناسطاسيوس بابا الإسكندرية السادس والثلاثون
- أندرونيقوس، بابا الإسكندرية السابع والثلاثون
- أنيانوس، بابا الإسكندرية الثاني
- ميليوس، بابا الإسكندرية الثالث
- أومانيوس السابع بابا الإسكندرية

### حرف الباء
- بابنودة، الشهيد، السائح
- بلامون السائح[25]
- بربارة وجوليانا الشهداء[26]
- بارسانوفيوس، راهب، استشهد خلال الحكم الإسلامي لمصر
- برنابا واحد من السبعين رسولا
- برثولماوس، أحد الرسل الاثني عشر
- بشنونة، شهيد أثناء الحكم الإسلامي لمصر عام 1164[27]
- باسيليوس، أسقف قيصرية
- باسيليدس وبوتاميانا، الشهداء[28]
- باسيليسا الطفلة الشهيدة
- باسيليوس، مطران اورشليم
- باسين واولادها
- بيساريون، تلميذ القديس أنطونيوس الكبير والقديس مقاريوس الكبير[29]
- بسادة الكاهن الشهيد
- بيشوي كامل القمص
- بوتامينا، الشهيدة العذراء العفيفة[30]
- باخوم أب الشركة
- باعية (أثناسيا) منوف
- بامبو، أحد أب الصحراء
- بانتينوس، العميد الرابع لمدرسة الإسكندرية[31]
- بانتاليون الطبيب الشهيد
- بافنوتيوس، أسقف من القرن العاشر
- بافنوتيوس السائح، تلميذ القديس مقاريوس المصري
- بابنوتيوس أسقف طيبة
- برسوم العريان
- باتابيوس الناسك
- بولس الرسول
- بولا الطموهي، ناسك القرن الرابع
- الأنبا بولا، السائح الأول، الناسك الأول
- بولس البسيط، تلميذ أنطونيوس الكبير[32]
- بطرس الرسول شقيق أندراوس الرسول
- بطرس الأول، بابا الإسكندرية السابع عشر
- بطرس الثاني، بابا الإسكندرية الحادي والعشرون
- بطرس الثالث، بابا الإسكندرية السابع والعشرون
- بطرس الرابع، بابا الإسكندرية الرابع والثلاثون
- بطرس الخامس، بابا الإسكندرية الثاني والثمانين
- بطرس السادس بابا الإسكندرية الـ 104
- بطرس السابع، بابا الإسكندرية الـ 109
- بنيامين الأول بابا الإسكندرية الثامن والثلاثون
- بنيامين الثاني، بابا الإسكندرية الثاني والثمانين
- بطرس الرهاوي، أسقف غزة[33]
- بيجول، مؤسس الدير الأبيض
- بيجيمي، السائح، أحد آباء الصحراء
- بيسنتيوس
- بيشاي، مؤسس الدير الأحمر
- بيشوي، الرجل الصالح والكامل، محبوب مخلصنا الصالح، نجم الصحراء
- بيسورا أسقف مسيل الشهيد
- بيمن، أحد آباء الصحراء في الاسقيط
- بورفيريوس أسقف غزة
- بريموس الخامس بابا الإسكندرية
- بروخورس، أحد الشمامسة السبعة[34]
- بروفيروس استشهد على يد الإمبراطور يوليان المرتد بعد تعميد صورية رفض أن يتبرأ منها [35]
- بروتوس والصفير، شهداء
- بسوت، أسقف إبساي

### حرف التاء
- توما الرسول والشهيد
- توماس السائح
- توماس وفيكتور وإسحاق من مدينة أشمونين
- تيمون، أحد الشمامسة السبعة
- تيموثاوس السائح
- تيموثاوس الرسول والأسقف والشهيد
- تيموثاوس أسقف أنسينا
- تيموثاوس الأول، بابا الإسكندرية الثاني والعشرون
- تيموثاوس الثاني، البابا السادس والعشرون للإسكندرية
- تيموثاوس الثالث، بابا الإسكندرية الثاني والثلاثون
- تيطس الرسول وتلميذ القديس بولس
- تمادا وأولادها وأرمنيوس ووالدته
- تكلا هيمانوت، الإثيوبي
- تقلا الشهيدة

### حرف الثاء
- ثيوكليا، شهيد
- ثيودورا وديديموس الشهيدان

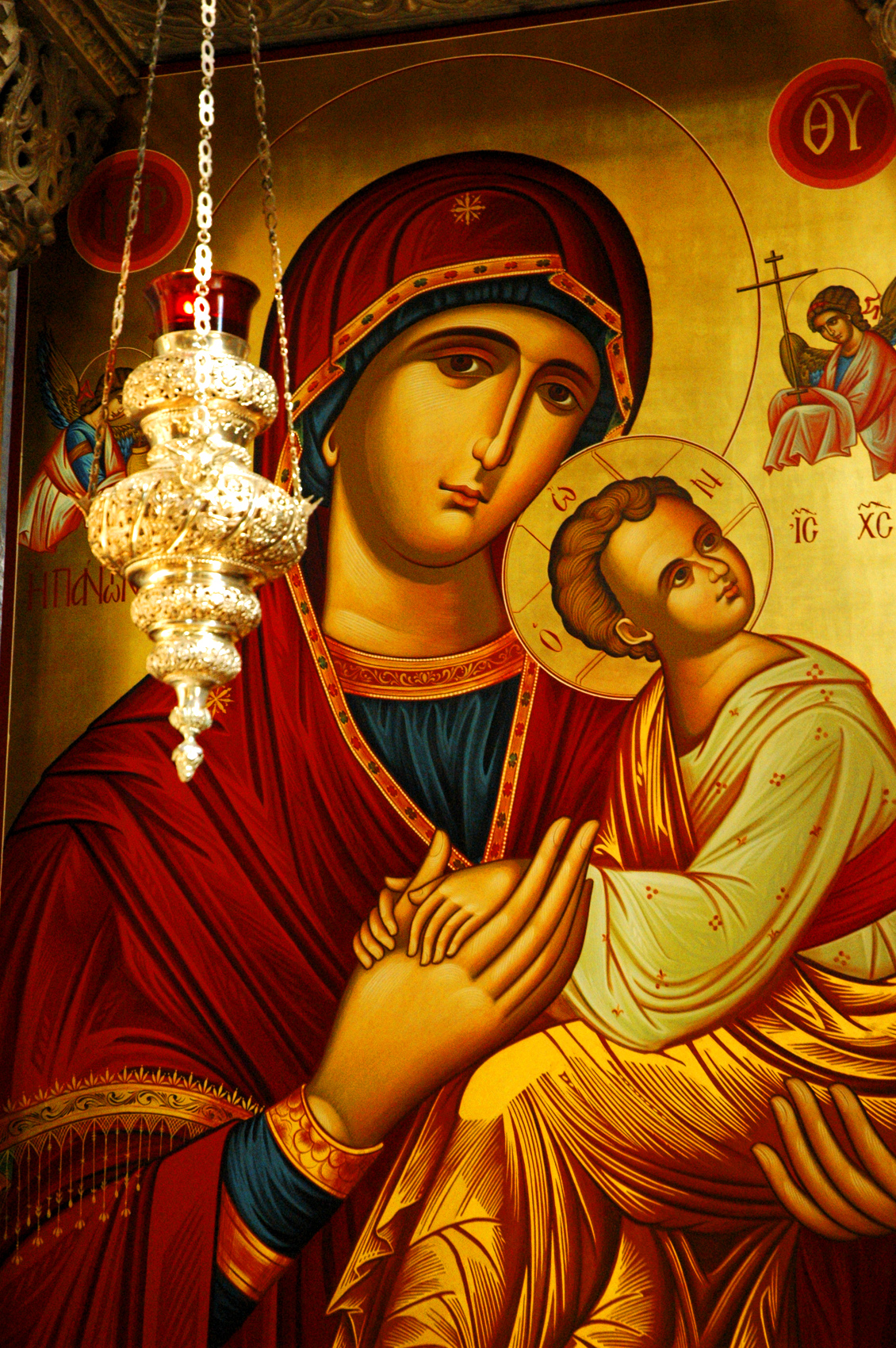
والدة الإله ، القديسة مريم

- ثيودورا، راهبة من القرن الرابع في الدير بالقرب من الإسكندرية
- ثيودورا، الشهيد العفيف
- ثيودورا الراهب
- ثيودور، تلميذ القديس باخوميوس
- ثيئودور الشهيد
- ثيودور أمير مشركي
- ثيودور أمير شطب
- تواضروس الأول بابا الإسكندرية الخامس والأربعون
- ثيودوروس، تلميذ القديس باخوميوس
- ثيودوسيوس الأول بابا الإسكندرية الثالث والثلاثون
- ثيؤدوسيوس الثالث بابا الإسكندرية التاسع والسبعون
- ثيجنوستا العذراء
- ثاؤنا، بابا الإسكندرية السادس عشر
- ثيوفيلوس الأول بابا الإسكندرية الثالث والعشرون
- ثاؤفانيوس بابا الإسكندرية الستين
- ثيوفيلوس، راهب دير إنناتون بالقرب من الإسكندرية
- ثيوفيلس وزوجته الشهيد في الفيوم
- ثيوبيستا الراهبة

### حرف الجيم
- جاليكانوس الشهيد[36]
- جلاسيوس راهب شيهيت
- جرجس الزاهد
- جرجس أمير الشهداء
- جرجس الشهيد بالإسكندرية
- جرجس المزاحم
- جرجس الشهيد الجديد
- جدعون أحد قضاة إسرائيل
- جاليكانوس، أسقف بيلوسيوم، شهيد
- جرجس الشهيد مطران أسيوط
- جيروم الكاهن واللاهوتي والمؤرخ

### حرف الحاء

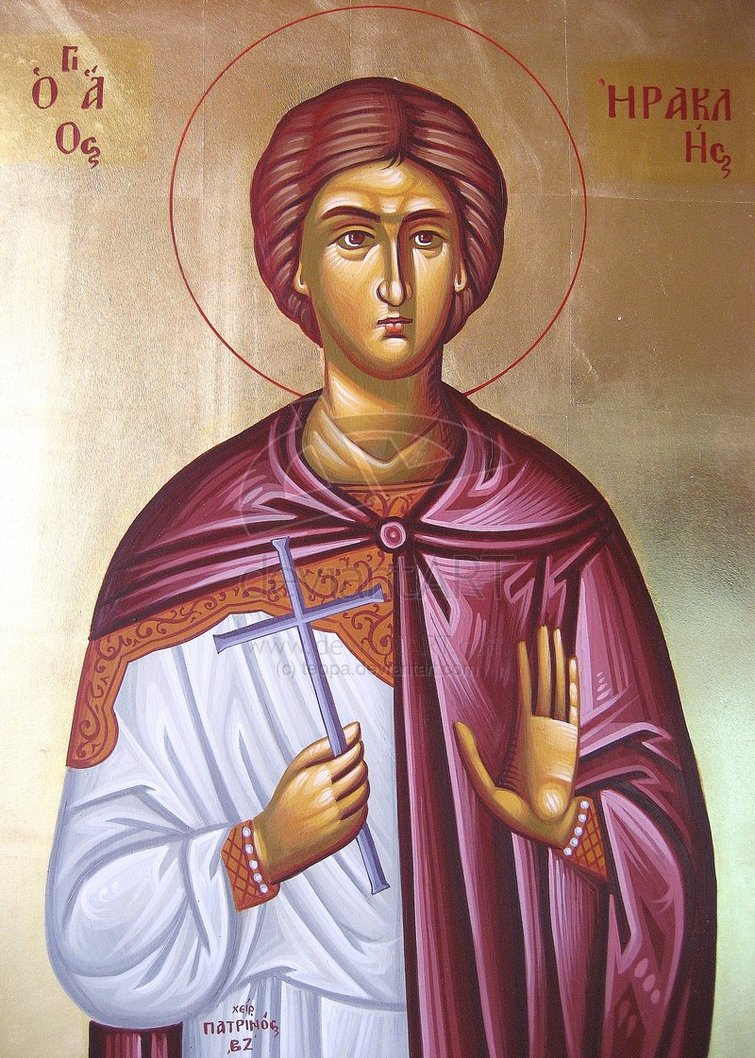
القديس هيراكلاس

- حبقوق، أحد صغار الأنبياء الإثني عشر
- حبيب جرجس عميد مدرسة الاسكندريه التعليميه
- حديد القس
- حجي، أحد صغار الأنبياء الإثني عشر
- حنة النبية والدة صموئيل النبي
- حزقيا الملك
- حور الزاهد، تلميذ القديس باخوميوس
- حور وبسوي وديدارا
- حور وسوسيا وأولادهما وأغاثون الناسك شهداء طموه
- هوشع، أحد صغار الأنبياء الإثني عشر
- حور ووالدته ثيودورا شهداء
- حور السرياقوسي الشهيد
- حزقيال النبي
- حزقيال السائح تلميذ القديس بولا الطموهي
- حنة، والدة والدة الإله

### حرف الخاء
- خرستوذولس، بابا الإسكندرية السادس والستين
- خائيل الأول، بابا الإسكندرية السادس والأربعون
- خائيل الثاني، البابا 53 للإسكندرية
- خريسانثوس وداريا الشهداء[37]

### حرف الدال
- دابامون

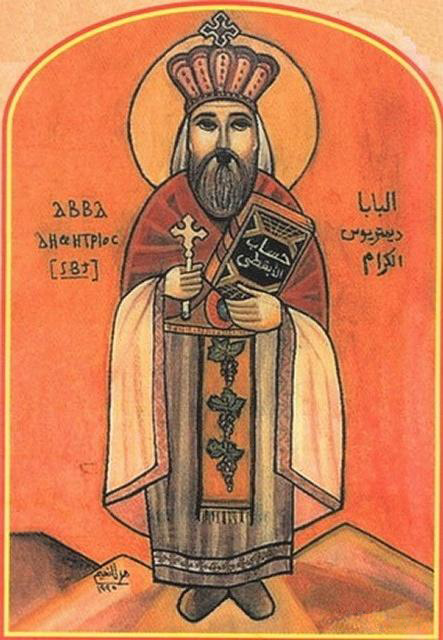
القديس ديمتريوس

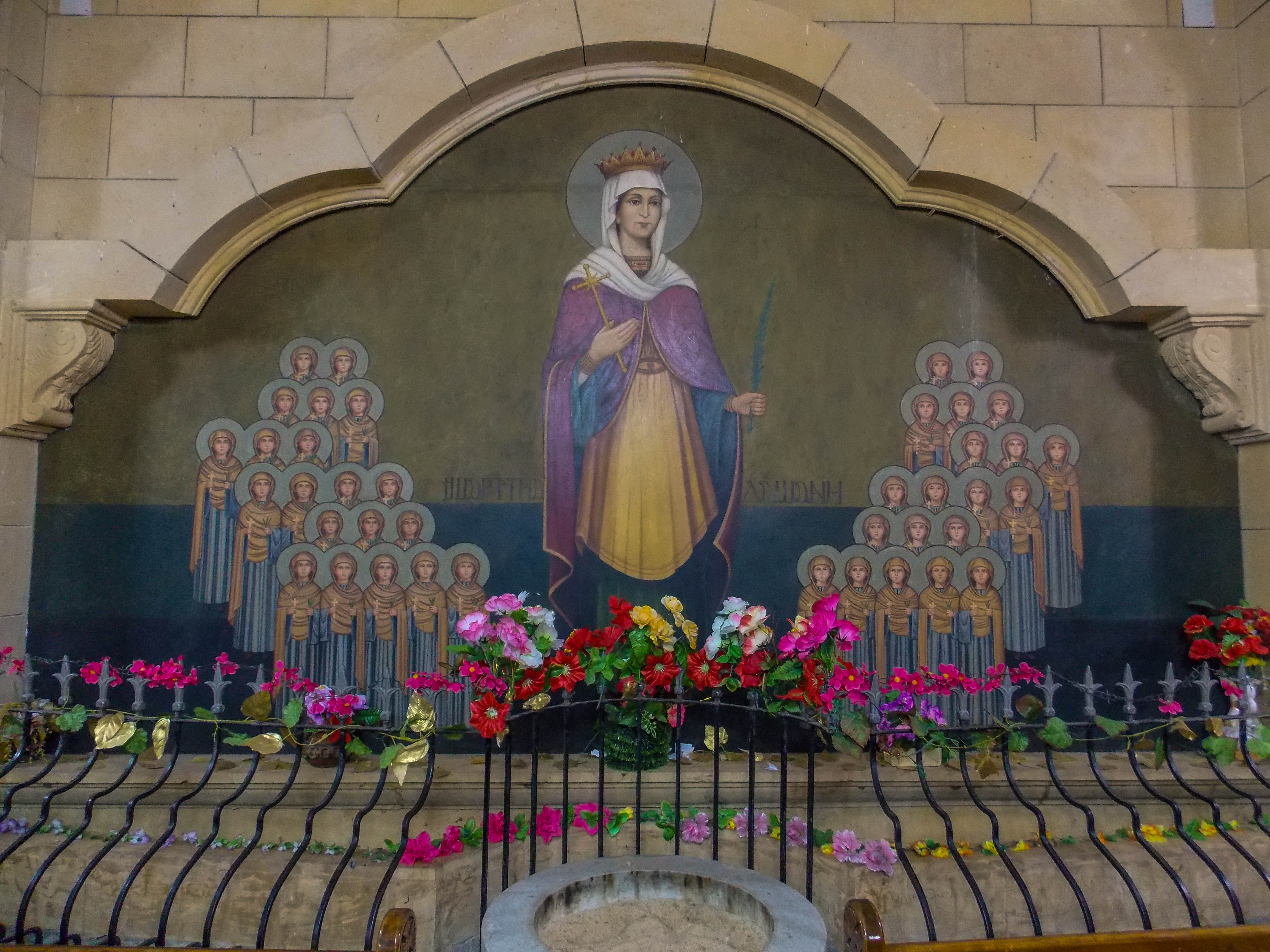
القديسة دميانة والأربعون عذارى

- دانيال، قس الاسقيط خلال القرن السادس
- دانيال النبي
- داسيا الجندي شهيد القرن الثالث من تندة
- داود النبي والملك
- دميانة والأربعون عذارى
- دوروثيا الإسكندرية، الشهيدة العذراء[38]
- ديديموس الضرير، العميد الخامس عشر لمدرسة الإسكندرية
- ديمتريوس الأول بابا الإسكندرية الثاني عشر
- ديمتريوس الثاني بابا الإسكندرية رقم ١١١
- ديونيسيوس البابا الرابع عشر للإسكندرية
- ديوسقورس الأول البابا الخامس والعشرون للإسكندرية
- ديوسقورس الثاني البابا الحادي والثلاثين للإسكندرية
- دميانوس بابا الإسكندرية الخامس والثلاثون

### حرف الراء
- رفقة وأطفالها الخمسة أغاثون وبيتر ويوحنا وآمون وآمون
- ريبسيم، جيانا، وأخواتها العذارى

### حرف الزين
- زكريا، بابا الإسكندرية الرابع والستين
- زكريا اسقف سخا
- زكريا، راهب الاسقيط
- صادوق والقديسون معه الذي استشهد في بلاد فارس
- زكريا الكاهن والشهيد
- زكريا، أحد صغار الأنبياء الإثني عشر
- صفنيا، أحد صغار الأنبياء الإثني عشر
- زوسيما من فلسطين - القرن الخامس

### حرف السين
- ساويرس ويوحنا، أطباء، صانعي عجائب، شهداء
- سيدهم بشاي شهيد مصر عام 1844
- سيلاس، السائح
- سيلفانوس الاسقيطي صديق القديس مقاريوس الكبير
- سيمون الأول بابا الإسكندرية الثاني والأربعون
- سيمون الثاني، البابا 51 للإسكندرية
- سمعان من منوف شهيد إبان الاحتلال الإسلامي لمصر
- سمعان الرسول الشهيد
- سمعان العمودي
- سمعان الخراز الذي حرك جبل المقطم
- سينا الجندي الشهيد
- سنوتي من البهناسة
- سيسوي العظيم أحد آباء الصحراء[39]
- سوسنيوس شهيد
- سانا الجندي
- سارة راهبة صعيد مصر
- سارة، إحدى أمهات الصحراء
- سارة وابنائها الشهداء
- سرابيون ، أسقف تاميس ، تلميذ القديس أنطونيوس الكبير والقديس أثناسيوس الرسولي
- سرابيون الراهب
- سرجيوس وباخوس الشهداء
- سيفريانوس ، أسقف جبلة
- ساويرس بن المقفع، أسقف أشمونين، مؤرخ
- ساويرس، بطريرك أنطاكية
- ستراتوس ، المرساة

### حرف الشين
- شنودة الأرشمندريت رئيس الدير الأبيض
- شمشون من قضاة إسرائيل
- شنودة الأول بابا الإسكندرية الخامس والخمسون
- شنودة الثاني بابا الإسكندرية الخامس والستين
- شنودة الثالث بابا الإسكندرية الـ 117

### حرف الصاد
- صرابامون ، رئيس كهنة دير القديس يوحنا القزم
- صرابامون ، أسقف نيكو
- صرابامون أبو طرحة اسقف المنوفية[40]
- صموئيل النبي
- صوفيا الشهيدة
- صليب الشهيد
- صموئيل المعترف رئيس دير القلمون[41]

### حرف العين
- عوبديا، أحد صغار الأنبياء الإثني عشر

### حرف الغين

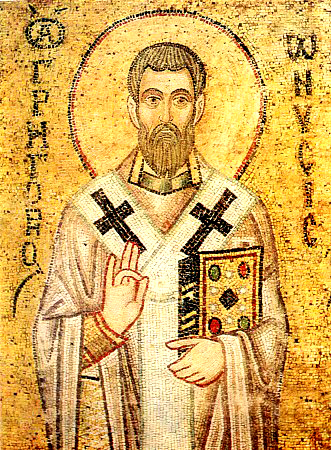
القديس غريغوريوس النيصي

- غبريال الأول بابا الإسكندرية السابع والخمسون
- غبريال الثاني بابا الإسكندرية السبعون
- غبريال الثالث بابا الإسكندرية الثامن والسبعون
- غبريال الرابع بابا الإسكندرية السادس والثمانون
- غبريال الخامس بابا الإسكندرية الثامن والثمانين
- غبريال السادس بابا الإسكندرية الحادي والتسعون
- غبريال السابع بابا الإسكندرية الخامس والتسعون
- غبريال الثامن بابا الإسكندرية السابع والتسعون
- غبريال عبد المتجلي المطران الشهيد[42]
- غيرون ، عضو الكتيبة الطيبية
- غاليون السائح[43]
- غريغوريوس الزاهد
- غريغوريس المستنير ، بطريرك أرمينيا
- غريغوريوس اللاهوتي أسقف نيصص شقيق القديس باسيليوس الكبير
- غريغوريوس صانع العجائب ، أسقف قيصرية[44]

### حرف الفاء
- فلتاؤوس الشهيد

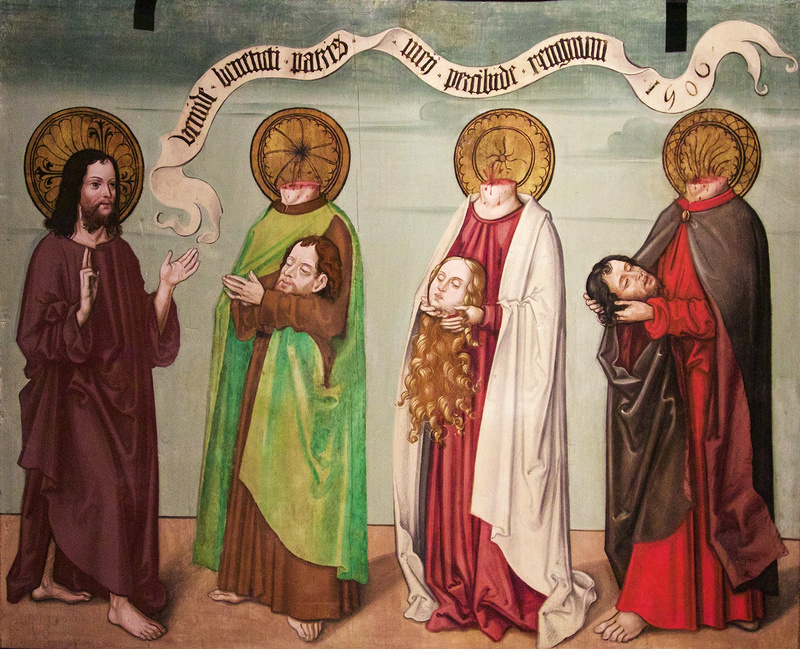
القديس فيليكس ، ريجولا ، إكسوبرانتيوس

- فلتاؤوس السرياني ، نسر الصحراء ، راهب القرن الحادي والعشرين[45]
- فانا النّاسك ، مؤسّسة دير أبو فانا[46]
- فاوست وأبيبوس وديونيسيوس الأسكندري
- فبرونيا ، الزاهدة والعذراء والشهيدة[47]
- فيليكس بابا روما [48]
- فيليكس وريجولا ، من الكتيبة الطيبية
- فريج (الانبا رويس) ، مصري القرن الخامس عشر
- فليمون الكاهن
- فيلبس، أحد الرسل الاثني عشر
- فيلبس ، أحد الشمامسة السبعة
- فيلاجانوس بطريرك أنطاكية
- فيلوثيوس بابا الإسكندرية الثالث والستين
- فيلوثيوس الشهيد عام 1380
- فيلوكسينوس
- فيبامون (أبو فام) الجندي الشهيد من أوسيم[49]
- فاروس ، الجندي والشهيد
- فيرينا، المرتبطة الكتيبة الطيبيةالكتيبة الطيبية
- فيرونيكا، فتاة شابة من دير العذارى بالقرب من أخميم، استشهدت عام 749
- فيكتور ، الجندي ، من أسيوط، الشهيد
- فهد بن إبراهيم (أبو العلا) شهيد اثناء الحكم الإسلامي لمصر
- فيلومينا، عذراء ، شهيد

### حرف القاف
- قسطنطين، إمبراطور الإمبراطورية الرومانية
- قزمان الأول، بابا الإسكندرية الرابع والأربعون
- قزمان الثاني، البابا الرابع والخمسون للإسكندرية
- قزمان الثالث بابا الإسكندرية الثامن والخمسون
- قزمان ودميان الشهداء[50]
- قزمان الطحاوي شهيد
- قورشنوفا (وارشنوفيوس) شهيد

### حرف الكاف
- كانديدوس قائد الكتيبة الطيبية

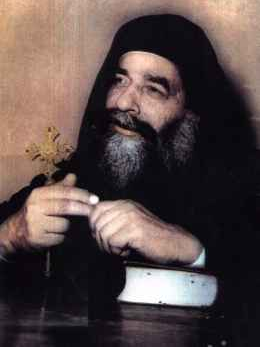
القديس كيرلس السادس

- كاسيوس وفلورنتيوس ، من أعضاء الكتيبة الطيبية
- كاترين الإسكندرانية، الشهيدة العذراء
- شيافريدو عضو في الكتيبة الطيبية
- إكليمندس الإسكندري، العميد الخامس لمدرسة الإسكندرية
- كليوباس، الرسول وأسقف اورشليم
- كليوباترا
- كوليثوس ، من أنتيوبولس ، شهيد
- كبريانوس ويوستينا
- سيراكوز وجوليتا
- كيرلس أسقف اورشليم
- كلاديانوس، بابا الإسكندرية التاسع
- كيرلس الأول البابا الرابع والعشرون للإسكندرية
- كيرلس الثاني بابا الإسكندرية السابع والستين
- كيرلس الثالث بابا الإسكندرية الخامس والسبعون
- كيرلس الرابع بابا الإسكندرية الـ 110
- كيرلس الخامس، بابا الإسكندرية الـ 112
- كيرلس السادس بابا الإسكندرية الـ116
- كردونوس، البابا الرابع للإسكندرية
- كاراس، قس الاسقيط ، شقيق الإمبراطور ثيودوسيوس الكبير

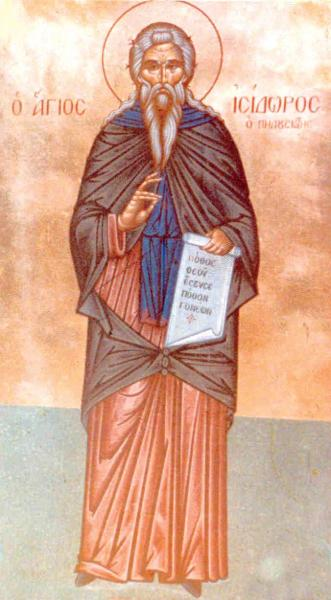
القديس ايسيذورس

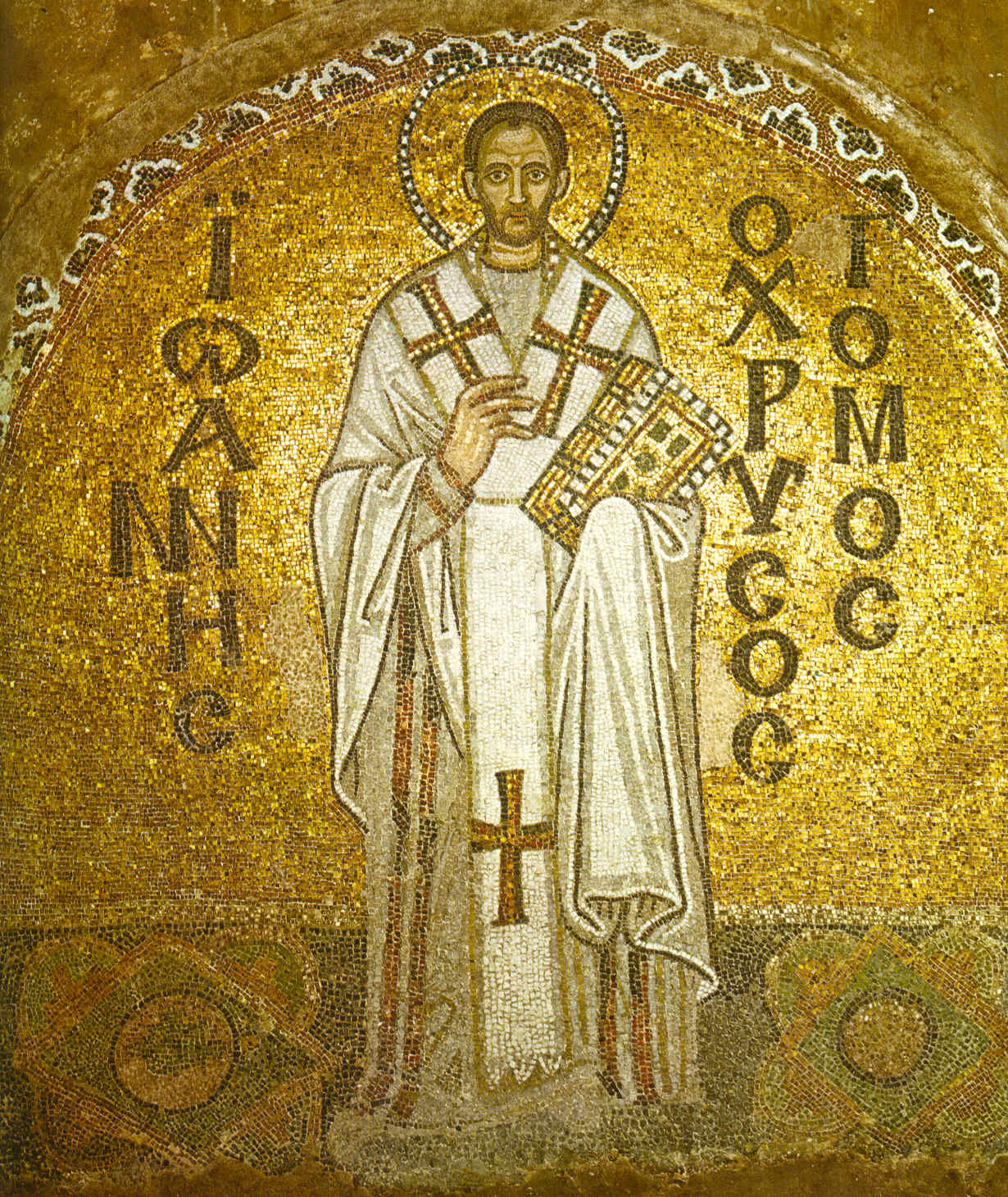
القديس يوحنا الذهبي الفم

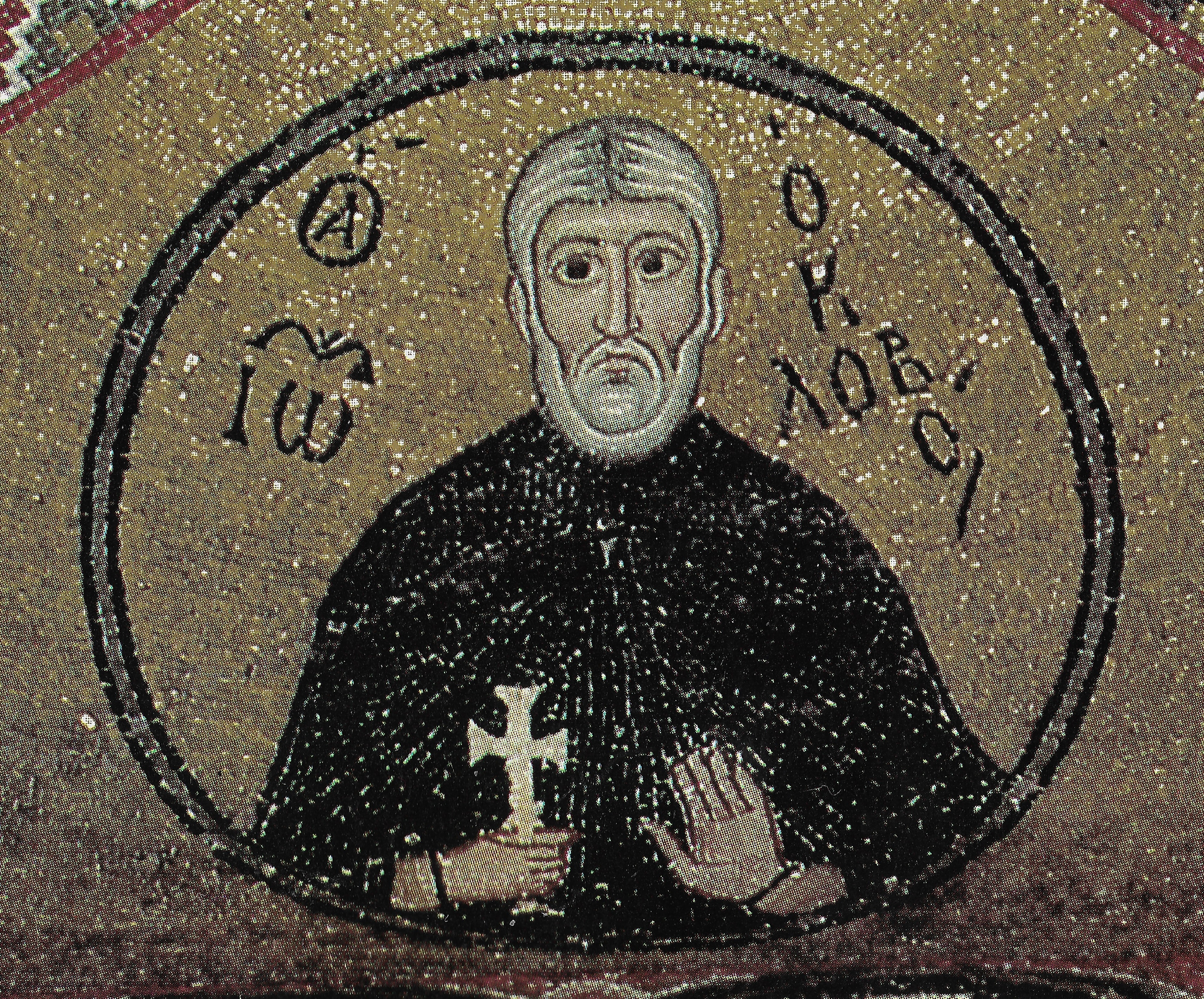
يحنس القصير

- كاراس، أول أسقف للولايات المتحدة
- كاو الشهيد
- كرياكوس السائح[51]
- كلوج طبيب وناسك وكاهن وشهيد[52]
- كوارتس ، واحد من السبعين تلميذا[53]

### حرف اللام
- لاتسون السائح من مواليد البهنسة
- لعازر بيت عنيا محبوب الرب
- لعازر وسلومي وزوجته وأولادهما شهيد
- ليونيدس الإسكندرية ، الشهيد والد أوريجانوس
- لونجينوس ، رئيس دير إنناتون بالإسكندرية
- لونجينوس ، الجندي الروماني الذي طعن يسوع المسيح في جنبه على الصليب[54]
- لوكاس الأول أسقف منفلوط وأبنوب
- لوكاس الثاني ، أسقف منفلوط وأبنوب
- لوسيليانوس وأربعة آخرين معه.
- لوقا، أحد الإنجيليون الأربعة

### حرف الميم

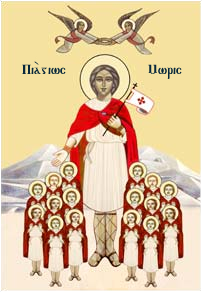
القديس موريس

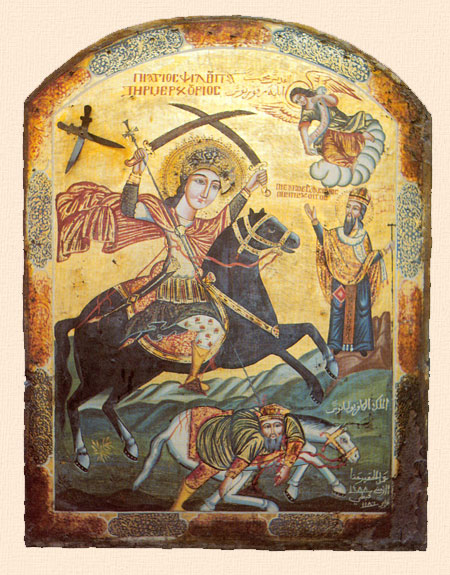
القديس مرقوريوس

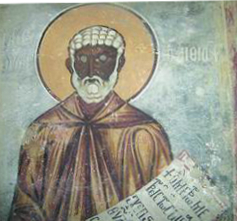
القديس موسى الأسود

- مقار السكندري رئيس الأديرة القبطية
- مقاريوس أسقف إدكو الشهيد
- مقار الكبير، مصباح الصحراء ، مؤسس عدة أديرة منها دير القديس مقاريوس.
- ملاخي، أحد صغار الأنبياء الإثني عشر
- ملاطي شهيد الاحتلال الإسلامي لمصر عام 1803
- مارينا الراهبة
- مرقس الرسول ، الإنجيلي ، الشهيد ، كاتب إنجيل مرقس، وبابا الإسكندرية الأول
- مرقس الثاني، بابا الإسكندرية التاسع والأربعون
- مرقس الثالث، بابا الإسكندرية الثالث والسبعين
- مرقس الرابع بابا الإسكندرية الـ 84
- مرقس الخامس، بابا الإسكندرية 98
- مرقس السادس، بابا الإسكندرية 101
- مرقس السابع، بابا الإسكندرية الـ 106
- مرقس الثامن، بابا الإسكندرية 108
- مقاريوس الأول بابا الإسكندرية التاسع والخمسون
- مقاريوس الثاني، بابا الإسكندرية التاسع والستين
- مقاريوس الثالث بابا الإسكندرية الـ 114
- متاؤس الأول، 87th بابا الإسكندرية
- متاؤس الثاني، 90th بابا الإسكندرية
- متاؤس الثالث بابا الإسكندرية المائة
- متاؤس الرابع بابا الإسكندرية 102
- ميخائيل الأول، 56th بابا الإسكندرية
- ميخائيل الثاني بابا الإسكندرية الثامن والستون
- ميخائيل الثالث، بابا الإسكندرية الـ 71
- ميخائيل الرابع بابا الإسكندرية الـ 92
- مينا الأول بابا الإسكندرية السابع والأربعون
- مينا الثاني، بابا الإسكندرية الحادي والستين
- مكسيموس البابا الخامس عشر للإسكندرية
- مركيانوس، البابا الثامن للإسكندرية
- مارثا المصرية ، التي كانت عاهرة سابقًا ، أصبحت زاهدة وعاشت 25 عامًا في البرية
- مريم الزاهدة
- مريم المصرية المذيعة
- مريم المجدلية
- القديسة مارينا، الشهيده العذراء وقاهرة الشياطين
- مطرا شهيد من الإسكندرية
- مطرونة الشهيد
- متى الرسول والمبشر والشهيد
- متى المسكين، راهب وعالم لاهوت من القرن العشرين ، ومؤلف 181 كتابًا
- متياس، رسول
- موريس، قائد الكتيبة الطيبية
- مكسيموس ودوماديوس ، رهبان دير البراموس، تلاميذ مقار الكبير في مصر[55]
- مليتينا العذراء والشهيدة
- مارمينا الشهيد وعامل العجائب
- مينا من أخميم الراهب والشهيد
- مرقوريوس أبو سيفين
- مرقوريوس وافرايم ، رهبان ، شهداء
- ممنون ، صانع العجائب والقديس
- ميخا، أحد صغار الأنبياء الإثني عشر
- ميخائيل ، أسقف نقادة
- ميخائيل الطوخي ، استشهد عام 1837
- ميخائيل إبراهيم الكاهن[56]
- ميخائيل، مطران أسيوط
- مينا افا مينا ، المطران ورئيس الدير الأول دير مار مينا، تلميذ القديس كيرلس السادس
- مينا ، أسقف تاماي (ثموي)
- ميصائيل ناسك دير القديس صموئيل المعترف
- مهرائيل الشهيدة[57]
- مورا الشهيدة
- موسى النبي ، أمير مصر الأسبق
- موسى الأسود، القوي ، الذي كان لصًا سابقًا ، تحول وانضم إلى الرهبان تحت قيادة القديس إيسيذوروس في وادي النطرون
- موسى السائح

### حرف النون
- ناحوم، أحد صغار الأنبياء الإثني عشر

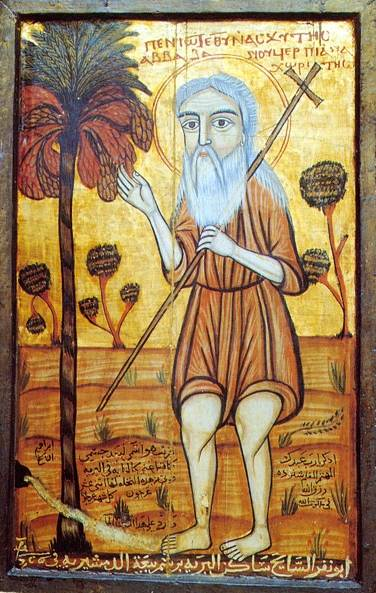
القديس نوفير السائح

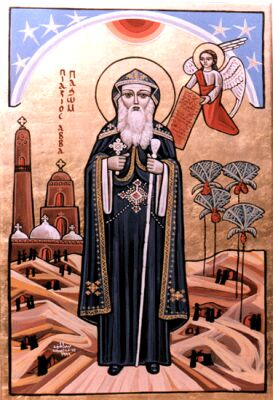
القديس باخوميوس

القديس برسوم العريان

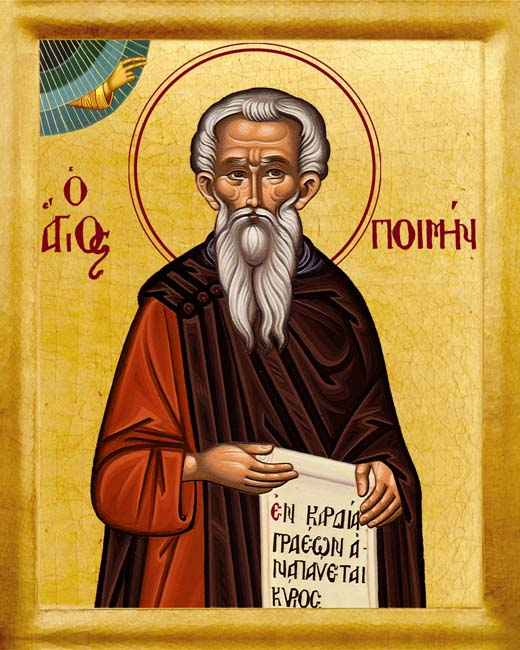
القديس بيمن

القديس ساويرس

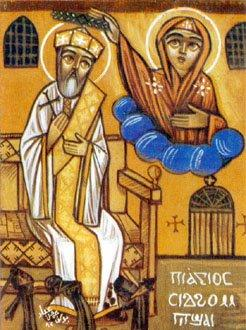
القديس سيدهم بيشاي

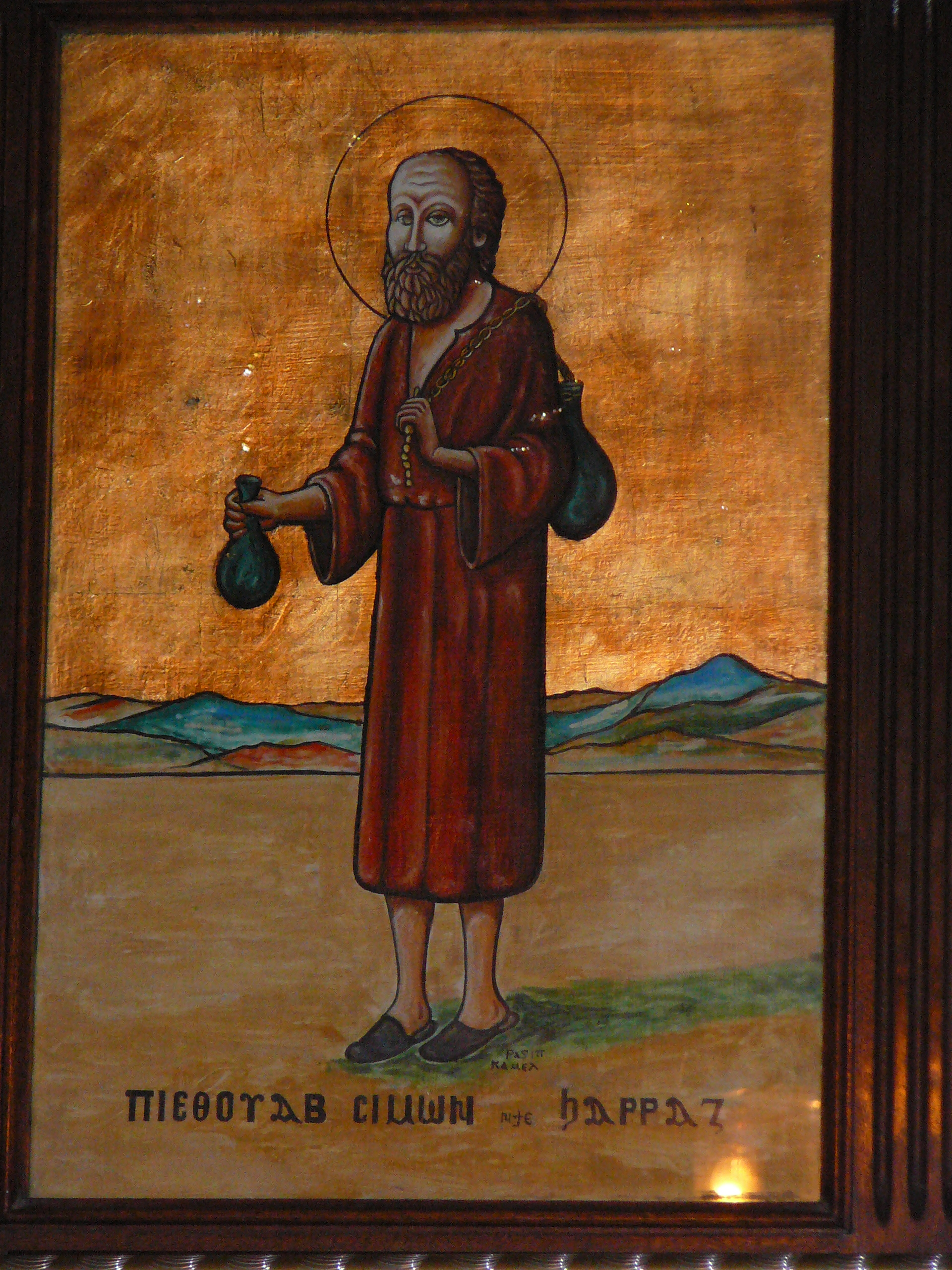
القديس سمعان الخراز

- نركاسيوس أسقف اورشليم
- نهرو الفيوم شهيد
- نيكانور أحد الشمامسة السبعة[58]
- نيكولاس، أسقف ميرا
- نيلوس السينائي[59]
- نوب المعترف

### حرف الهاء
- هيدرا السائح أسقف أسوان
- هيلانة الإمبراطورة التي قامت ببناء العديد من الكنائس في مصر
- هيباتيوس ، أسقف جانجرا
- ياراكلاس، بابا الإسكندرية الثالث عشر
- هيراكليدس الشهيد
- هيرمينا ، السائح[60]
- هيلاريوس ناسك فلسطيني
- هارون رئيس الكهنة وشقيق موسى

### حرف الواو
- ودامون أول شهيد في صعيد مصر
- ونس الشهيد الشماس من الأقصر
- ويصا تلميذ القديس شنودة
- والدة الإله الطاهرة ، الممتلئة المجد ، العذراء الأبدية ، القديسة مريم، التي ولدت بالحق الله الكلمة

### حرف الياء
- يسطس الانطوني الراهب الصامت[61]
- يسطس الأسقف الشهيد
- يوساب ، السائح ، من مواليد قفط
- يوساب الأبّ، عالم لاهوت ، أسقف جرجا وأخميم
- يوستينا الشهيدة
- يحنس القصير ، راهب من الاسقيط[62]
- يعقوب، الخمسون بابا الفاتيكان
- يعقوب، الجندي
- يعقوب النصيبيني أسقف نصيبين الأب الروحي للقديس أفرام السرياني
- يعقوب الرسول والشهيد شقيق يوحنا الرسول
- يعقوب الرسول والشهيد ابن حلفى
- يعقوب الزاهد
- يعقوب أسقف القاهرة
- يعقوب مانوج
- يعقوب، أسقف القدس
- يواكيم جد المسيح
- يوئيل، أحد صغار الأنبياء الإثني عشر
- يوأنس الأول، بابا الإسكندرية التاسع والعشرون
- يوأنس الثاني بابا الإسكندرية الثلاثين
- يوأنس الثالث، بابا الإسكندرية الأربعون
- يوأنس الرابع بابا الإسكندرية الثامن والأربعون
- يوأنس الخامس، بابا الإسكندرية الثاني والسبعون
- يوأنس السادس، بابا الإسكندرية الرابع والسبعون
- يوأنس السابع، بابا الإسكندرية السابع والسبعون
- يوأنس الثامن بابا الإسكندرية الثمانين
- يوأنس التاسع، بابا الإسكندرية الحادي والثمانين
- يوأنس العاشر بابا الإسكندرية الخامس والثمانون
- يوأنس الحادي عشر، بابا الإسكندرية التاسع والثمانين
- يوأنس الثاني عشر، بابا الإسكندرية الثالث والتسعين
- يوأنس الثالث عشر، بابا الإسكندرية الرابع والتسعين
- يوأنس الرابع عشر، بابا الإسكندرية السادس والتسعون
- يوأنس الخامس عشر، بابا الإسكندرية التاسع والتسعين
- يوأنس السادس عشر، بابا الإسكندرية 103
- يوأنس السابع عشر، بابا الإسكندرية الـ 105
- يوأنس الثامن عشر، بابا الإسكندرية الـ 107
- يوأنس التاسع عشر، بابا الإسكندرية الـ 113
- يوحنا ، القرن السابع الميلادي من الاسقيط
- يوحنا الرائد والمعمد والشهيد
- يوحنا أسقف البرلس الذي جمع السنكسار
- يوحنا النقيوسي
- يوحنا الإنجيلي
- يوحنا ذهبي الفم
- يوحنا المصري السائح
- يحنس كاما ، الكاهن[63]
- يحنس السنهوتي الشهيد[64]
- يونان، أحد صغار الأنبياء الإثني عشر
- يوساب الأول بابا الإسكندرية الثاني والخمسون
- يوساب الثاني بابا الإسكندرية الـ 115
- يوليانوس، بابا الإسكندرية الحادي عشر
- يوليطة (جوليتا) الشهيدة[51]
- يوليوس الأقفهصي الشهيد ومؤلف سيرة الشهداء
- يسطس السادس بابا الإسكندرية
- يودوكيا، شهيد
- يوفراسيا العذراء ، انتقلت إلى مصر لتنضم إلى دير الراهبات بالقرب من الإسكندرية
- يوسابيوس، المؤرخ ، أسقف قيصرية
- يوسينيوس ، الجندي ، الشهيد

## رؤساء الملائكة
- ميخائيل
- غبريال
- رافائيل
- سوريال
- سداكيال
- سراتيال
- أنانيال

## مجموعات الشهداء
- 7 شهداء على جبل القديس انطونيوس
- 12 شهداء نقلون
- 21 شهيدا ليبيا
- 49 شهيد شيهيت
- 150 رجلاً و 24 امرأة من أنسينا
- 400 شهيد في دندرة
- 3600 شهيد اسنا
- 6600 جندي مصري من الكتيبة الطيبية
- 8140 شهيداً في أخميم
- 144000 من أبناء بيت لحم